# Château de Vicarello
Le château de Vicarello (en italien : Castello di Vicarello) est un château médiéval de la commune de Cinigiano (province de Grosseto), en Toscane. Son emplacement est proche du château de Colle Massari.

## Histoire
Le complexe a été construit au XIIIe siècle par les Siennois, devenant une importante structure défensive et d'observation. Dès le début, il fut rattaché à la république de Sienne, vers le milieu du XVe siècle, il fut mis en vente et donné aux seigneurs de Cotone qui, en plus de l'ensemble fortifié de leur localité d'origine, possédaient également une partie du château de Sabatina. À la Renaissance, des travaux de réaménagement sont menés qui entraînent la superposition d'éléments stylistiques de l'époque avec ceux préexistants datant de l'époque médiévale.
Devenu partie intégrante du territoire administré par le grand-duché de Toscane au milieu du XVIe siècle, le complexe est resté propriété privée même aux époques suivantes, ne connaissant que des périodes de dégradation temporaires ; une série de restaurations récentes, achevées à la fin du siècle dernier, ont redonné au château sa splendeur d'antan.

## Description
Le château de Vicarello, actuellement utilisé comme résidence d'agrotourisme, est précédé des vestiges de deux tours à section quadrangulaire, dont l'une est mieux conservée, et parfois délimitées par des courtines en moellons.
Les bâtiments qui composent le complexe s'articulent autour d'une cour intérieure, à laquelle on accède par une porte en arc caractéristique ; les murs sont entièrement recouverts de pierre.